# Амурский (Алтайский край)
Амурский — посёлок в Бийском районе Алтайского края России. Входит в состав Лесного сельсовета.

## География
Расположен в 4 км к востоку от центра сельского поселения, села Лесное.
Посёлок находится в восточной части Алтайского края, на правом берегу реки Катунь, на расстоянии примерно 6 километров (по прямой) к юго-востоку от города Бийск, административного центра района. Абсолютная высота — 188 метров над уровнем моря.
Климат умеренный, континентальный. Самый холодный месяц — январь (до −54 °C), самый тёплый — июль (до +39 °C). Годовое количество осадков составляет 450—500 мм.

## Население
| 1997 | 1998 | 1999 | 2000 | 2001 | 2002 | 2003 |
| ---- | ---- | ---- | ---- | ---- | ---- | ---- |
| 301  | ↗328 | ↘316 | ↘303 | ↗313 | ↗324 | ↘323 |
| 2004 | 2005 | 2006 | 2007 | 2008 | 2009 | 2010 |
| ↘317 | ↘311 | ↗314 | →314 | ↘309 | →309 | ↘287 |
| 2011 | 2012 | 2013 |      |      |      |      |
| ↗289 | ↗295 | ↗306 |      |      |      |      |

Согласно результатам переписи 2002 года, в национальной структуре населения русские составляли 94 %.

## Инфраструктура
В посёлке функционируют фельдшерско-акушерский пункт и сельский,ныне сгоревший клуб.

## Улицы
Уличная сеть посёлка состоит из 11 улиц.